# Julia Letlow
Julia Janelle Letlow (de soltera Barnhill; Monroe, 16 de marzo de 1981) es una política y administradora académica estadounidense. Ella es la representante del 5.º distrito congresional de Luisiana. Letlow es la primera mujer republicana en representar a Luisiana en el Congreso.

## Primeros años y educación
Letlow nació como Julia Janelle Barnhill el 16 de marzo de 1981 en Monroe, Luisiana. Se graduó de Ouachita Christian High School. Obtuvo su licenciatura y maestría en comunicación oral de la Universidad de Luisiana en Monroe, seguida de un doctorado en filosofía en comunicaciones de la Universidad del Sur de Florida en 2012. Su asesora de doctorado fue Jane Jorgenson. La disertación de Barnhill en 2011 se tituló Giving Meaning to Grief: the Role of Rituals and Stories in Coping with Sudden Family Loss («Dar sentido al duelo: el papel de los rituales y las historias para hacer frente a la pérdida repentina de la familia»). Se lo dedicó a su hermano fallecido, Jeremy.

## Carrera profesional
Trabajó como directora de educación y seguridad del paciente para la Facultad de Medicina de la Universidad de Tulane. En 2018, fue nombrada directora de asuntos externos y comunicaciones estratégicas de la Universidad de Louisiana en Monroe. En 2020, fue finalista para la presidencia de ULM.
El esposo de Letlow, Luke Letlow, fue elegido miembro de la Cámara de Representantes de los Estados Unidos para el 5.º distrito congresional de Luisiana en las elecciones de 2020, pero murió por complicaciones de la COVID-19 en diciembre de 2020, antes de asumir el cargo. Julia decidió postularse en las elecciones especiales para el escaño vacante en enero de 2021. Durante su campaña, Letlow se aseguró una serie de respaldos de alto perfil, incluido uno del expresidente de los Estados Unidos Donald Trump. A finales de febrero, Letlow había recaudado 683 000 dólares, la mayor cantidad de dinero recaudada por cualquier candidato en la contienda. El 20 de marzo, Letlow recibió más del 64% de los votos en las primarias generales no partidistas, ganando la elección y evitando la posible segunda vuelta. Prestó juramento el 14 de abril.

## Vida personal
Conoció a Luke Letlow en la escuela secundaria y se casaron en 2013. Tiene dos hijos con su difunto esposo. Letlow abordó la duda sobre la vacunación entre los republicanos y los alentó a recibir la vacuna contra la COVID-19, invocando la muerte de su esposo por el virus.